# Distretto di Ratlam
Il distretto di Ratlam è un distretto del Madhya Pradesh, in India, di 1 214 536 abitanti. È situato nella divisione di Ujjain e il suo capoluogo è Ratlam.